# 栃木縣第1區
栃木縣第1區是日本眾議院的選區，始於1994年。

## 小選舉区選出議員
| 選舉名                 | 年     | 当選者   | 党派       | 選區範圍                     |
| ---------------------- | ------ | -------- | ---------- | ---------------------------- |
| 第41屆眾議院議員總選舉 | 1996年 | 船田元   | 無黨籍     | 宇都宮市、上三川町、南河内町 |
| 第42屆眾議院議員總選舉 | 2000年 | 水島廣子 | 民主党     | 宇都宮市、上三川町、南河内町 |
| 第43屆眾議院議員總選舉 | 2003年 | 船田元   | 自由民主党 | 宇都宮市、上三川町、南河内町 |
| 第44屆眾議院議員總選舉 | 2005年 | 船田元   | 自由民主党 | 宇都宮市、上三川町、南河内町 |
| 第45屆眾議院議員總選舉 | 2009年 | 石森久嗣 | 民主党     | 宇都宮市、下野市、上三川町   |
| 第46屆眾議院議員總選舉 | 2012年 | 船田元   | 自由民主党 | 宇都宮市、下野市、上三川町   |
| 第47屆眾議院議員總選舉 | 2014年 | 船田元   | 自由民主党 | 宇都宮市、下野市、上三川町   |
| 第48屆眾議院議員總選舉 | 2017年 | 船田元   | 自由民主党 | 宇都宮市、下野市、上三川町   |
| 第49屆眾議院議員總選舉 | 2021年 | 船田元   | 自由民主党 | 宇都宮市、下野市、上三川町   |
| 第50屆眾議院議員總選舉 | 2024年 |          |            |                              |